# هیستوریا هیروزولیمیتانا لیبری
هیستوریا هیروزولیمیتانا لیبری (به لاتین: Historiae Hierosolymitanae libri) از بالدریک دویلی، شاعر، راهب، وقایع‌نگار و اسقف انگلیسی، است. وی در شورای کلرمون فرانسه در نوامبر ۱۰۹۷ حضور داشت ولی در لشکرکشی مسیحیان به شرق شرکت نکرد. با این حال، در سال ۱۱۰۰ این اثر خود را به‌نگارش درآورد که دربارهٔ وقایع مجمع کلرمون، نخستین جنگ صلیبی و لشکرکشی سال ۱۱۰۱ است. اطلاعات وی اساساً مبتنی بر کتاب گِسْتا فرانکوروم مورخ گمنام و گفته‌ها و روایت‌های شاهدان عینی و جنگجویان صلیبی است که به اروپا بازگشته بودند. بالدریک در اثر خود اطلاعات اندک اما مهمی دربارهٔ وضعیت سربازان صلیبی تحت فرماندهی آلان چهارم، دوک بریتانی، با استناد به منابع شفاهی ارائه کرده است.
طبق گفته رانسیمان، بالدریک سعی کرد تا کتاب گستا را را به شیوه‌ ادبیانه‌تری بنویسید. به سخن دیگر، هیستوریا هیروزولیمیتانا بیشتر یک بازنویسی ادبی و دراماتیک و مهیج از کتاب مورخ گمنام به شیوهٔ رسمی لاتین است. با وجود این، بالدریک اطلاعات محدود، اما مهمی دربارهٔ وضعیت سربازان صلیبی لشکر تحت فرماندهی آلان چهارم، دوک بریتانی با استناد به منابع شفاهی بدان افزوده است که حائز اهمیت هستند.